# Slaap, kindje, slaap
Slaap, kindje, slaap is een traditioneel Nederlands kinderliedje. Het is een slaaplied en wiegelied voor baby's en jonge kinderen. 

## Oudste vindplaatsen van het liedje

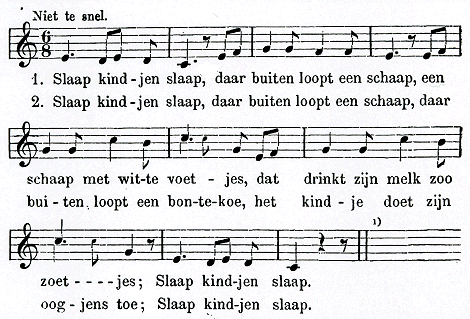
Muzieknotatie in Nederlandsche baker- en kinderrijmen (1874), door M.A. Brandts Buys (2 coupletten).

De oudste vindplaatsen van het slaapliedje stammen van rond 1880. De oudste versie in de Nederlandse Liederenbank van het Meertens Instituut is terug te vinden in de handschriftencollectie Bureau van het Nederlandse Volkseigen, verzameld rond 1880. Als incipit wordt gegeven: 'Slaap, kindje, slaap / Daar buiten loopt een schaap'. De Handschriftencollectie van G.J. Boekenoogen, verzameld in de periode 1891-1930, geeft maar liefst 71 treffers van dit liedje. Hieronder ook enkele lichte tekstvarianten, zoals 'Slaap, kindeke slaap / Hieronder leit een schaap' en 'Sloap, sloap, kiendje sloap / Voader heut het sjoap'.
De oudste liedboekjes met dit slaapliedje zijn Nieuwe Nederlandsche Kinderprenten. Baker- en kniedeuntjes (1871-1900); het liedboekje In doaze fol alde snypsnaren, verzameld door Waling Dykstra en T.G. van der Meulen (1882); en Nederlandsche baker- en kinderrijmen, verzameld door J. van Vloten (4e druk 1894).
Florimond van Duyse vermeldt in zijn liedboek Het oude Nederlandsche lied (deel 2, 1905) verschillende varianten op het liedje, zowel in tekst als melodie. Bijvoorbeeld:
Slaept, kindeken, slaept;
iu vader hed ä schaepje;
en 't draegt al witte voetjes,
en 't drinkt de melk zoo zoetjes;
't drinkt de melk zy buikje vol,
en 't slaept gelyk ä mol.
En bijvoorbeeld ook de variant:
Slaap, kindje slaap;
daar buiten loopt een schaap,
daar buiten loopt een bonte koe,
het kindje doet zijn oogjes toe;
slaap, kindje slaap.
Ook vermeldt van Duyse een Duits liedje dat verwant is met dit slaapliedje. Hij geeft hiervoor als bron Böhme, Deutscher Liederhort III (verzameld voor 1856), nr. 1806-8, bl. 579, en Böhme, Deutsches Kinderlied und Kinderspiel (1897). Het incipit luidt als volgt:
Schlaf, Kindlein, schlaf!
Die Mutter hütt die Schaf
Het grote verzamelwerk van Duits volksliedjes Des Knaben Wunderhorn (dl. 3, 1808) vermeldt het slaapliedje als volgt:
Schlaf, Kindlein, schlaf
Der Vater hüt die Schaaf
Die Mutter schüttelts Bäumelein
Da fällt herab ein Träumelein
Schlaf, Kindlein, schlaf.

### Ouderdom liedje
Dat de oudste vindplaatsen teruggaan tot eind negentiende eeuw, wil niet zeggen dat het liedje uit deze periode stamt. In de negentiende eeuw werden, onder invloed van de Romantiek, veel volksliedjes (waaronder traditionele kinderliedjes) verzameld en uitgegeven. Het liedje kan echter veel ouder zijn en in de orale traditie lange tijd zijn doorgegeven, voordat het voor het eerst werd opgetekend.

## Tekst
Volksliedjes (waaronder traditionele kinderliedjes) kennen, door hun mondelijke overlevering, vaak vele (regionale) varianten in zowel liedtekst als melodie. De huidige tekst van het slaapliedje luidt gewoonlijk als volgt:
Slaap, kindje, slaap
daar buiten loopt een schaap.
Een schaap met witte voetjes
dat drinkt zijn melk zo zoetjes.
Slaap, kindje, slaap
daar buiten loopt een schaap.

## Parodie
Oudere kinderen zingen soms een parodie op het slaapliedje, met de volgende tekst:
Slaap, kindje, slaap
je vader is een aap
je moeder is een baviaan
daar loopt je vader achteraan
slaap, kindje, slaap
je vader is een aap.
Variant:
Slaap, kindje, slaap
je moeder is een aap
je vader is een krokodil
die bijt je moeder in haar bil
slaap, kindje, slaap
je moeder is een aap.
Deze persiflage komt reeds voor in de Collectie Boekenoogen (verzameld 1891-1930).

## Trivia
- De beginmelodie van het Vlaamse peuterprogramma Tik Tak is gebaseerd op die van Slaap kindje, slaap.
- Slaap kindje, slaap (1993) is tevens de titel van de Nederlandse vertaling van de thriller Along came a spider van James Patterson.